# Rabat (film, 2011)
Pour les articles homonymes, voir Rabat (homonymie).
Pour plus de détails, voir Fiche technique et Distribution.
Rabat est un film néerlandais écrit et réalisé par Julius Ponten, sorti directement en vidéo en 2011.

## Synopsis
Les trois amis Nadir (Nasrdin Dchar), Abdel (Achmed Akkabi) et Zakaria (Marwan Kenzari) habitent aux Pays-Bas. Nadir et Abdel sont d'origine marocaine et Zakaria d'origine tunisienne. Les trois jeunes ont comme plan de créer leur société.
Le père de Nadir offre à son fils un ancien taxi qu'il doit ramener à Rabat. Ses deux amis veulent venir avec lui. Nadir, à contrecœur, accepte de les emmener. Une fois l'autoroute prise, ils volent un Bifti dans une pompe à essence en Belgique. Ils n'ont pas volé depuis des années. Une fois en France, ils rencontrent une autostoppeuse, Julie (Stéphane Caillard), qui a pour but d'aller en Espagne. Les trois jeunes acceptent de la prendre avec. Les trois jeunes rencontreront plusieurs problèmes lors de leur voyage aventureux en direction du Maroc.

## Fiche technique
- Titre original : Rabat
- Réalisation : Julius Ponten et Frieder Wallis
- Scénario : Victor Ponten et Jim Taihuttu
- Musique :
- Production :
- Société de production : Benelux Film Distributors (nl)
- Sociétés de distribution :
- Pays d’origine :  Pays-Bas
- Langue : Néerlandais, Arabe marocain
- Format : couleur
- Genre : Road movie
- Durée : 105 minutes
- Dates de sortie :
  - Pays-Bas : 1er septembre 2011

## Distribution
- Nasrdin Dchar : Nadir
- Achmed Akkabi : Abdel
- Marwan Kenzari : Zakaria
- Slimane Dazi : Exporteur
- Nadia Kounda : Yasmina
- Stéphane Caillard : Julie

## Distinctions
- 2011 : Nommé pour le prix Veau d'or du meilleur long-métrage de l'année
- 2011 : Nommé pour le prix Veau d'or du meilleur scénario de l'année[1]
- 2011 : Vainqueur du prix Veau d'or du meilleur acteur de l'année (Achmed Akkabi)
- 2011 : Nommé pour le prix Veau d'or du meilleur film néerlandais de l'année
- 2011 : Vainqueur du prix Zilveren Krulstaart du meilleur scénario de l'année
- 2012 : Vainqueur du prix Festival de film arabo-européen du grand prix de l'année[2]